# Nukak
Nukak (Nukak Maku, Macusa), pleme američkih Indijanaca nastanjenih u amazonskom bazenu između rijeka Guaviare i Inírida. Nukaki su jedna od kojih 6 grupa Makú Indijanaca, nomadskih lovaca i sakupljača koji žive po malenim obiteljskim grupama u prašumama duž riječnih obala, i u neprekidnom pokretu. Kod kraćih zadržavanja podižu kolibe od drveta i palmina lišća, a viseći ležaj-hammock, glavni je namještaj. Uz lov i ribolov sakupljaju voće, orahe, insekte, med i kornjače. Muškarci su naoružani puhaljkama sa strelicama čiji su vrškovi premazani otrovom kurare, a hvataju majmune i ptice. 
Prve kontakte s bijelim došljacima imaju 1988., a njihov teritorij pretežno su zauzeli uzgajivači koke, razne militantne političke skupine i kolumbijska armija. 
Jezik Nukak Indijanaca ostao je neklasificiran. Preostalo ih je oko 300.

## Vanjske poveznice
- NUKAK-MAKU
- Nukak Maku by NIELS VAN IPEREN